# Phohang Steelers
A Phohang Steelers (hangul: 포항 스틸러스) egy dél-koreai labdarúgóklub, melynek székhelye Phohangban, Észak-Kjongszangban található. A klubot 1973-ban alapították POSCO FC néven és a K League 1-ben szerepel.
Dél-Korea egyik legsikeresebb labdarúgócsapata. A dél-koreai bajnokságot öt alkalommal (1986, 1988, 1992, 2007, 2013) nyerték meg. 1997-ben, 1998-ban és 2009-ben elhódították az AFC-bajnokok ligája serlegét, 1997-ban és 1998-ban megnyerték az AFC-szuperkupát is. Harmadik helyen végeztek a 2009-es FIFA-klubvilágbajnokságon.  
Hazai mérkőzéseiket a Phohang Steel Yardon játsszák. A stadion 18 960 néző befogadására alkalmas. A klub hivatalos színei a vörös-fekete.

## Sikerlista
- Dél-koreai bajnok (5): 1986, 1988, 1992, 2007, 2013
- AFC-bajnokok ligája győztes (3): 1996–97, 1997–98, 2009
- AFC-bajnokok ligája döntős (1): 2021
- AFC-szuperkupa győztes (2): 1997, 1998
- FIFA-klubvilágbajnokság bronzérmes (1): 2009
- Afro-ázsiai klubok kupája győztes (2): 1997, 1998